# Filialkirche Baldersdorf

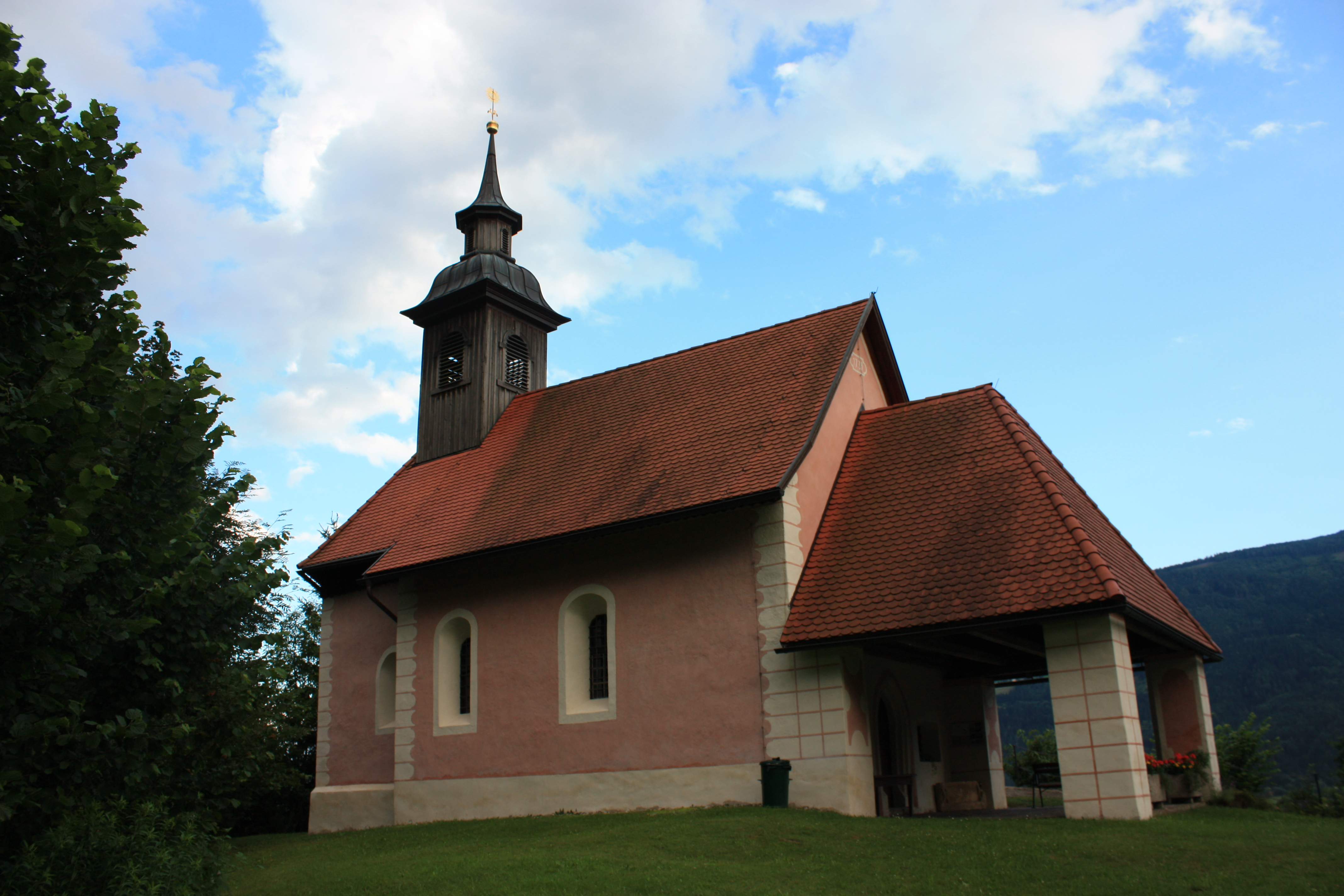

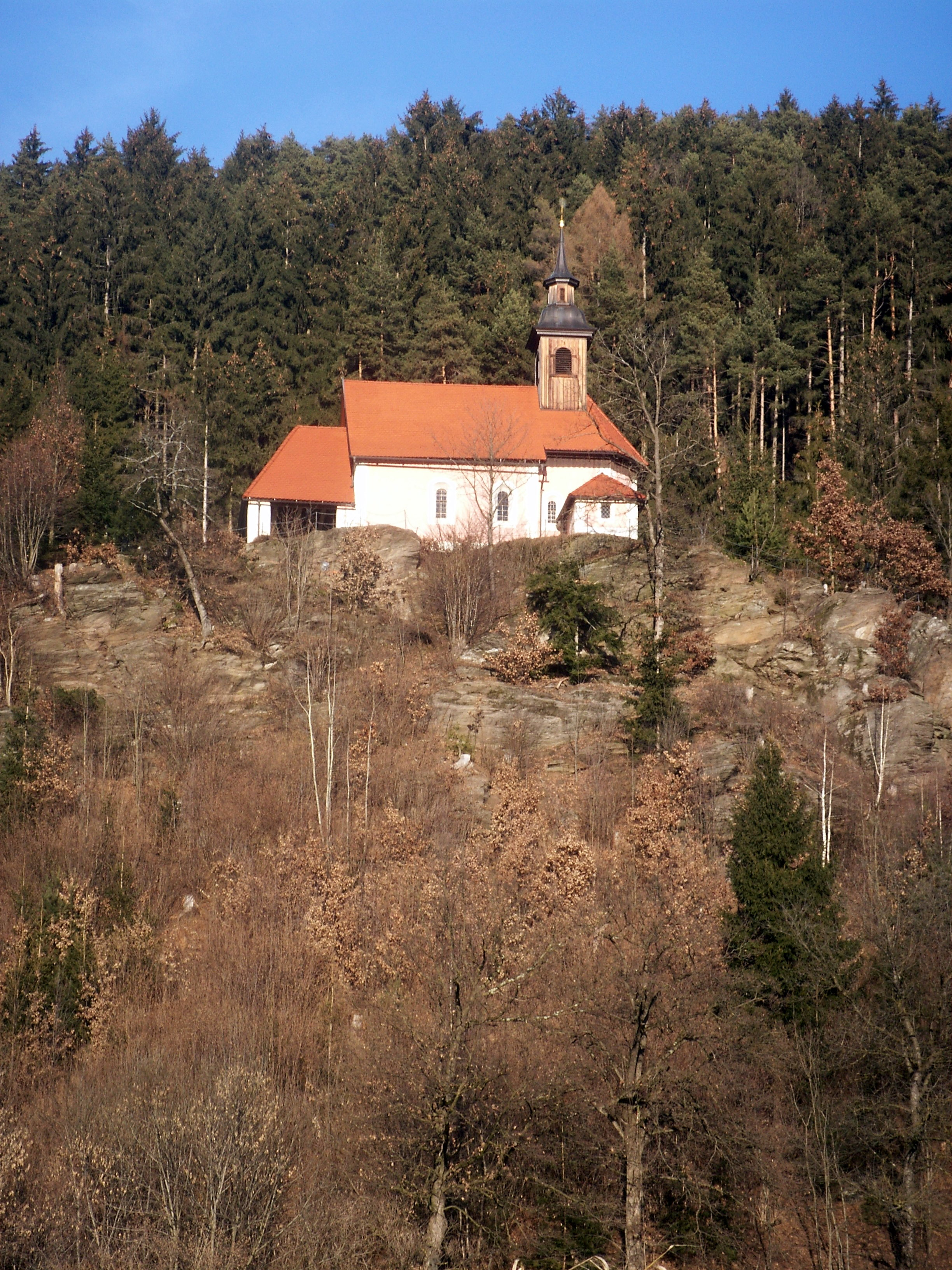

Die Filialkirche Baldersdorf steht an einer Hangschulter des Millstätter-See-Rückens über der Ortschaft Baldersdorf in der Gemeinde Spittal an der Drau. Die der heiligen Maria Magdalena geweihte Kirche gehört zur Pfarre Molzbichl. Bei Ausgrabungen von 1995 bis 1997 wurde eine ältere Rundkirche aus dem 11. Jahrhundert mit einem Felsengrab des Benno von Molzbichl, eines Ministerialen des Bischofs von Brixen, gefunden. Am Plateau um die Kirche wurden Reste der Befestigung der Ministerialenburg ergraben.
Die heutige spätgotische Kirche mit hölzernem Dachreiter und westlicher Vorlaube über Pfeilern wurde im 15. Jahrhundert errichtet. Man betritt die Kirche durch das Westportal mit spätgotisch profiliertem Gewände und einer Tür mit gotischen Schloss.
Im Inneren verbindet ein spitzbogiger Triumphbogen das einschiffige, flachgedeckte Langhaus mit dem netzgratgewölbten Chor mit Fünfachtelschluss.
Die Wandmalereien aus dem 18. Jahrhundert zeigen in den Chorgewölbefeldern Engel mit Leidenswerkzeuge und an der Decke illusionistische Architektur. Das Mittelbild stellt die Verklärung der Maria Magdalena dar. An den Langhauswänden finden sich gemalte Konsekrationskreuze. Das Gemälde an der nördlichen Langhauswand stellt die Fußwaschung mit Maria Magdalena, das an der südlichen Christus bei Martha und Maria Magdalena dar. Bei der Entfernung der Empore 1996 wurden vier große spätbarocke Wandbilder eines Magdalenenzyklus und ein Kruzifix zur Gänze sichtbar, welche Balthasar Klenkh 1739 malte. In der Mitte der Westwand ist eine gemalte Kreuzigung zu sehen.
Am um 1700 entstandenen Altar mit dem Altarblatt der heiligen Magdalena steht eine spätgotische Pietà aus Kunststein mit neugotischer Fassung.
Zur weiteren Einrichtung gehören die um 1730 gefertigten Konsolfiguren eines Schmerzensmann und einer Muttergottes an der Triumphbogenwand sowie ein spätgotisches Weihwasserbecken.